# Церковь Святого Николая (Эйпен)
Приходская церковь Святого Николая (нем. St. Nikolaus Pfarrkirche) — римско-католическая церковь в Бельгии, главная католическая церковь города Эйпен в немецкоязычной части Бельгии. Церковь расположена на Рыночной площади (нем. Markplatz, Марктплац)
Первая церковь на месте нынешнего храма Святого Николая была построена в XIII веке, но нынешнее здание было построено в 1724—1729 годах по проекту ахенского архитектора Меффердатиза в стиле, включавшем элементы ренессанса. В кладке южной башни сохранились фрагменты первоначального здания. Современный фасад с двумя башнями возведён в 1898 году по проекту ахенского архитектора Физенне.
Убранство церкви выполнено в стиле ахенского и льежского барокко. Главный алтарь выполнен по проекту ахенского архитектора Кувена.